# Organización para las Mujeres en Ciencia para el Mundo en Desarrollo
La Organización para las Mujeres en Ciencia para el Mundo en Desarrollo (en inglés Organization for Women in Science for the Developing World o OWSD) es una organización no gubernamental, sin fines de lucro internacional, destinada a fomentar la investigación, las carreras científicas y a establecer vínculos entre las científicas de países en vías de desarrollo.
Es un programa de la Unesco y sus oficinas centrales están ubicadas en la Academia Mundial de Ciencias (en inglés: The World Academy of Sciences o TWAS) en Trieste, Italia. Su directora ejecutiva es la sudafricana Jennifer A. Thomson.

## Historia
La propuesta de crear la OWSD se lanzó en 1988 durante un congreso organizado por la Academia Mundial de Ciencias, durante la conferencia titulada “El rol de las mujeres en el desarrollo de la ciencia y la tecnología en el Tercer Mundo”. La OWSD se estableció en el año 1987 y comenzó a operar en 1993 en la Primera Asamblea General que se realizó en El Cairo, Egipto, en la sede de la Academia Mundial de Ciencias.
Se consolidó como la Organización Mundial para las Mujeres Científicas del Tercer Mundo (inglés: Third World Organization for Women in Science: TWOWS) y durante la Cuarta Asamblea General en Beijing, China en 2010 se eligió el nombre actual que representa a la OWSD.
El 17 de mayo de 2016 en la Quinta Asamblea General y Conferencia Internacional sobre Mujeres en Ciencia y Tecnología para el Mundo en Desarrollo realizada en Kuwait fue elegida directora Jennifer Thomson. Son sus vicepresidentas Olubukola Oluranti Babalola, Nashwa Eassa, Atya Kapley y Jana Rodriguez Hertz. En 2016, contaba con 4.000 miembros aproximadamente, de los cuales más del 90 % de los miembros son mujeres que viven y trabajan en los países en desarrollo. En 2018 registraron 7.100 integrantes de 150 países.

## Objetivos
OWSD se creó con el objetivo de identificar y coordinar a las científicas de los países en vías de desarrollo. Las actividades del organismo están centradas en seis áreas prioritarias:
- incrementar la participación de las mujeres que viven en países en vías de desarrollo en temas de investigación, enseñanza y liderazgo científico y tecnológico.

- promover el reconocimiento de los logros científicos y tecnológicos de las mujeres que viven en países en vías de desarrollo en temas científicos y de STEM.

- promover la colaboración y comunicación entre las mujeres científicas y tecnólogas que viven en países en vías de desarrollo; y entre la comunidad científica y tecnológica internacional

- incrementar el acceso socioeconómico de la ciencia y de la tecnología a las mujeres que viven en países en vías de desarrollo
- promover la participación de las mujeres científicas y tecnólogas en actividades económicamente sostenibles de su país;
- e incrementar la comprensión del rol de la ciencia y la tecnología a través de actividades que involucren a las mujeres.

## Capítulos nacionales
La OWSD cuenta con 30 capítulos nacionales encargados de organizar conferencias regionales, seminarios y talleres. Los capítulos también crean redes a nivel nacional y regional para impulsar las iniciativas que promuevan las mujeres científicas y tecnólogas. 
Los capítulos nacionales son los siguientes:
- Bangladés
- Bolivia
- Botsuana
- Camerún
- Colombia
- China
- Cuba
- Ecuador
- Egipto
- El Salvador
- Ghana
- Guatemala
- India
- Indonesia
- Iran
- Honduras
- Kenia
- Malasia
- Mauricio
- México
- Myanmar
- Namibia
- Nigeria
- Pakistán
- Perú
- Ruanda
- Sudáfrica
- Sri Lanka
- Sudán
- Tanzania
- Turquía
- Uruguay
- Yemen
- Zambia
- Zimbabue

## Programas
La OWSD otorga becas que cubren el presupuesto de investigaciones pre y posdoctorales enfocadas en ciencia y tecnología en los países miembros. A partir del 2010 existe el premio anual por parte de la fundación Elsevier enfocado en reconocer y fomentar a las investigadoras. Selecciona a una ganadora de cada región y una adicional entre las regiones. Las disciplinas que se premian son biología, física e ingeniería y las galardonadas presentan sus resultados en una ceremonia de la Asociación Estadounidense para el Avance de la Ciencia (en inglés: American Association for the Advancement of Science).

## Directoras generales
La OWSD la lidera una presidenta y cuatro vicepresidentas regionales.
| Nombre              | País de nacionalidad | Término   |
| ------------------- | -------------------- | --------- |
| Jennifer A. Thomson | Sudáfrica            | 2016-2020 |
| Fang Xin            | China                | 2010-2015 |
| Kaiser Jamil        | India                | 2005-2010 |
| Lydia Makhubu       | Suazilandia          | 1999-2004 |
| Lydia Makhubu       | Suazilandia          | 1993-1998 |